# 藤里粕毛テレビ中継局
藤里粕毛テレビ中継局（ふじさとかすけテレビちゅうけいきょく）は、秋田県山本郡藤里町にあるテレビ中継局である。

## 概要
- 当中継局は、中継局名にもある様に、藤里町粕毛地区に置かれ、藤里町内の一部に電波を発射している。なお、町南部の一部では二ッ井中継局を受信している。

## 中継局概要

### デジタルテレビ放送
| リモコンキーID | 放送局名          | 物理チャンネル | 空中線電力 | ERP   | 放送対象地域 | 放送区域内世帯数 | 開局日         |
| 1              | NHK秋田総合テレビ | 14ch           | 100mW      | 1.2W  | 秋田県       | 約200世帯        | 2009年12月25日 |
| 2              | NHK秋田教育テレビ | 13ch           | 100mW      | 1.15W | 全国         | 約200世帯        | 2009年12月25日 |
| 4              | ABS秋田放送       | 15ch           | 100mW      | 1.15W | 秋田県       | 約200世帯        | 2009年12月25日 |
| 5              | AAB秋田朝日放送   | 17ch           | 100mW      | 1.15W | 秋田県       | 約200世帯        | 2009年12月25日 |
| 8              | AKT秋田テレビ     | 16ch           | 100mW      | 1.15W | 秋田県       | 約200世帯        | 2009年12月25日 |

- 2009年9月15日に予備免許交付、11月下旬から12月24日まで試験放送を実施、12月24日に本免許交付で12月25日から本放送開始。

### アナログテレビ放送
| 放送局名          | チャンネル | 空中線電力        | ERP                 | 放送対象地域 | 放送区域内世帯数 |
| ABS秋田放送       | 43ch       | 映像1W /音声250mW | 映像15.5W /音声3.9W | 秋田県       | 不明             |
| NHK秋田総合テレビ | 45ch       | 映像1W /音声250mW | 映像15W /音声3.8W   | 秋田県       | 不明             |
| NHK秋田教育テレビ | 47ch       | 映像1W /音声250mW | 映像15W /音声3.8W   | 全国         | 不明             |
| AKT秋田テレビ     | 49ch       | 映像1W /音声250mW | 映像15.5W /音声3.9W | 秋田県       | 不明             |
| AAB秋田朝日放送   | 51ch       | 映像1W /音声250mW | 映像15.5W /音声3.9W | 秋田県       | 不明             |

- 中継局置局住所は、山本郡藤里町粕毛字北熊岱46番1号。
- 2011年7月24日で廃局。